# Girolamo Manfrin
Girolamo Manfrin (Zara, 1742 – Venezia, 1801) è stato un imprenditore italiano.

## Biografia

### Le difficoltà iniziali
Le notizie attorno alle sue origini sono alquanto nebulose. In particolare, nulla si sa della famiglia che non compare nella lista delle casate cittadinesche veneziane. A detta di Vittorio Spreti, tra i suoi avi si elenca un Manfredo, creato conte nel 1433, ma la tesi non è suffragata da alcuna documentazione.
Il Manfrin fece la sua comparsa a Venezia sul finire degli anni 1760: il 12 aprile 1769 vinse la gara d'appalto per la condotta dell'impresa dei tabacchi della Repubblica di Venezia. Una settimana più tardi il savio cassier gli chiese, come da prassi, di comunicargli i nomi dei suoi finanziatori, ma il Manfrin si oppose. Ne scaturì l'annullamento dell'asta e l'emanazione di un mandato d'arresto. Dopo aver cercato inutilmente rifugio presso le ambasciate straniere, il 23 aprile fu incarcerato con l'accusa di aver partecipato all'incanto senza aver avuto i requisiti necessari, essendo un visionario, ancora soggetto alla patria potestà e colpevole di eccesso d'offerta.
Il 16 maggio 1770 venne assolto dal Consiglio dei dieci. Sei giorni prima la condotta era stata assegnata a un gruppo di capitalisti con un'offerta inferiore alla sua; il Manfrin, non ancora rassegnato, girò l'Italia e l'Europa alla ricerca di nuovi finanziamenti e li trovò, infine, a Bergamo. Ma il 15 dicembre venne nuovamente arrestato e il 26 febbraio 1771 venne bandito a Zara, sua città natale.

### Imprenditore del tabacco
Non demorse: nel dicembre 1776, avvicinandosi la scadenza della condotta dei tabacchi, ottenne dal tribunale supremo di tornare a Venezia. Il 3 aprile 1777 il Senato bandì una nuova gara d'appalto ma i primi turni andarono deserti. Complice la crisi del settore, i sospetti nei suoi confronti si placarono e il 3 giugno successivo venne accettata la sua offerta. Ottenne quindi il partito del tabacco per otto anni a partire dal 26 febbraio 1779.
Sotto la sua gestione venne inasprita la lotta al contrabbando, alle frodi dei subappaltatori e alle semine clandestine, il che incrementò notevolmente le entrate statali. Questa favorevole situazione lo spinse a pretendere dai giudici di petizion un risarcimento per l'estromissione dalla gara d'appalto del 1769, ma non ebbe successo.
Avvicinandosi la scadenza, fece approvare una modifica dei requisiti per l'assegnazione della condotta: il prossimo assegnatario avrebbe dovuto occuparsi della coltivazione di 640 campi in Dalmazia e alla costruzione delle fabbriche annesse. Il 29 settembre 1784 si aggiudicò la nuova condotta con decorrenza dal 26 febbraio 1786.
Di conseguenza, intraprese i lavori per le nuove piantagioni che erano situate a Nona, vicino a Zara. Chiamò dall'Italia ingegneri e maestranze, ma anche contadini e coltivatori di tabacco dei Sette Comuni, fattori, il direttore e il medico. Lo stabilimento ultimato, pur di linee sobrie, era un'opera grandiosa che poteva ospitare quattrocento persone. Si articolava in magazzini, stalle e locali amministrativi e le era annessa l'abitazione privata del Manfrin e un oratorio su cui fu collocata una pala di Benedetto Montagna.
Al contempo si occupò di erigere la nuova manifattura tabacchi di Venezia, sostituendo il vecchio fondaco di San Samuele. Progettato da Bernardino Maccaruzzi, venne costruito all'estremità ovest di Venezia, presso il rio delle Burchielle e fu fulcro della trasformazione di tutta l'area circostante che attualmente ospita il porto.
Nel 1791 propose di aumentare la produzione dello stabilimento di Nona arrivando a quasi 4000 campi. Forte degli entusiasti pareri di Andrea Zucchini e Ottavio Cristofoli (che gli valsero la nomina a socio dell'Accademia dei Georgofili) e della relazione altrettanto positiva commissionata ad Antonio Rados Michiel Vitturi dal Senato e dai Savi alla mercanzia, il 16 febbraio 1795 il governo accettò la proposta. Vennero inoltre riconosciuti i notevoli sforzi finanziari, nonché fisici e morali che il Manfrin aveva sofferto per raggiungere un tale successo, che per la Repubblica si traduceva in un aumento delle entrate del 178%.

### Uomo di cultura
Sin dall'inizio degli anni 1780 il Manfrin sfruttò l'ingente capitale per costruirsi una notevole immagine culturale. Commissionò a Giannantonio Selva l'attuale villa Margherita, a Sant'Artemio di Treviso, completata da un magnifico giardino all'inglese. Come dimora cittadina scelse palazzo Venier, a Cannaregio, rilevato nel 1788: si occupò del suo rimaneggiamento secondo le nuove mode neoclassiche, rivolgendosi al pittore Giovanni Battista Mengardi e all'ornatista David Rossi.
Negli giro di pochi anni il palazzo si riempì di oggetti e opere di vario genere, divenendo una sorta di museo: vi erano esposti oltre 800 pezzi di storia naturale, circa 800 libri di arte, architettura, archeologia e scienze naturali, nonché una collezione (lasciata in gestione al Mengardi e a Pietro Edwards) di 450 dipinti e svariate sculture, tra cui figurava anche La tempesta di Giorgione. Alla vigilia della fine della Serenissima, il Manfrin era uno dei pochi veneziani ancora interessati a investire nell'arte.
Si occupò di finanziare anche alcune pubblicazioni, sempre di tema artistico, mentre nella villa di Sant'Artemio organizzava gare di pittura, spesso a tema erotico.
Dopo la caduta della Repubblica di Venezia fu oggetto di pesanti critiche che lo dipingevano come un imprenditore senza scrupoli e corrotto. In seguito al trattato di Campoformio tornò in possesso dei propri beni e proseguì le sue attività a Nona, ora a titolo di impresa privata. Nel 1801 papa Pio VII lo nominò marchese.
Morì l'anno successivo e fu sepolto nella chiesa di San Marziale. Suo unico erede fu il figlio Pietro.